# Duamutef

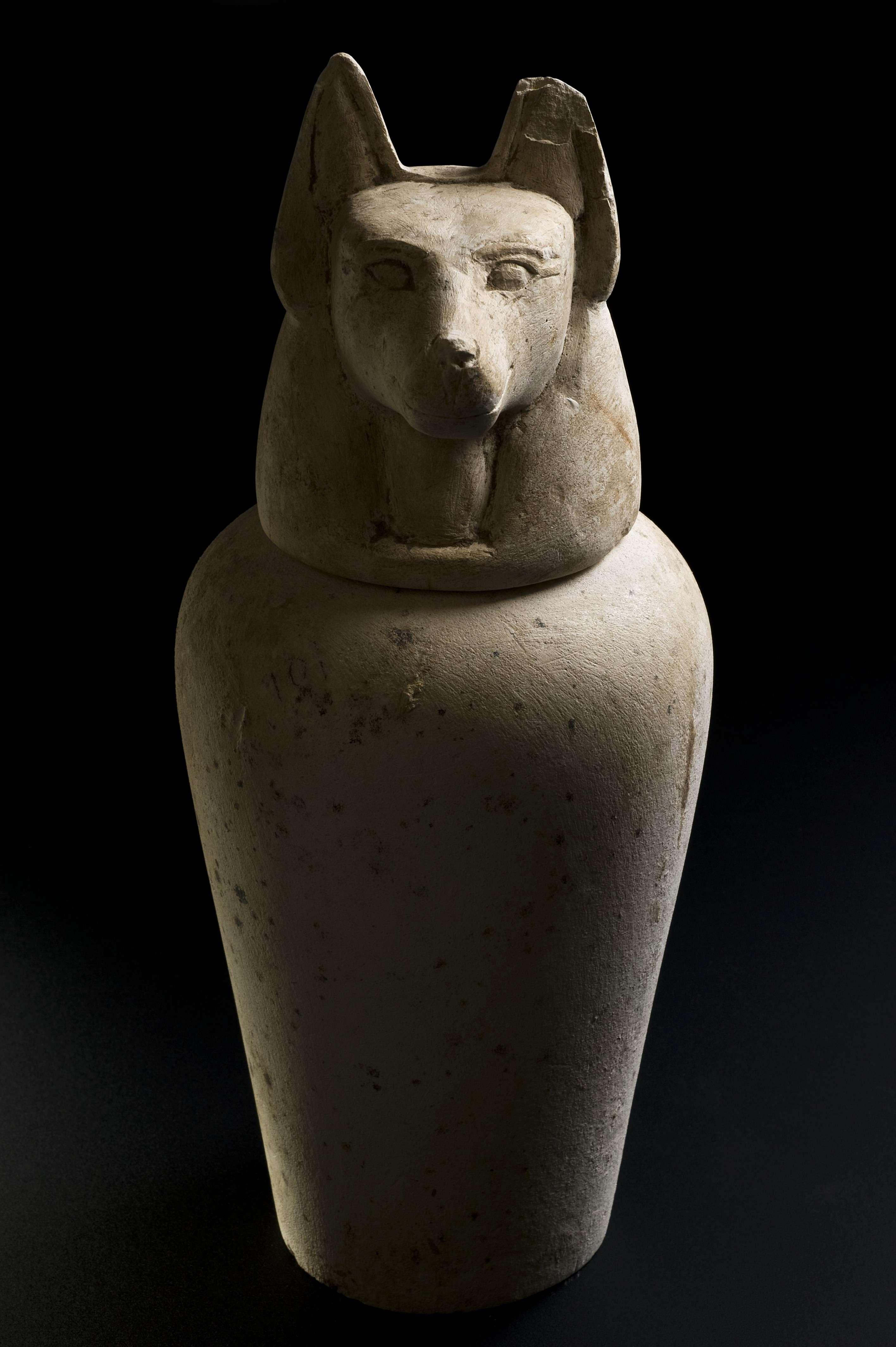
Kanopa s hlavou Duamutefa

Duamutef (v překladu „Chválící svou matku“) je staroegyptský pohřební bůh, jeden ze čtyř synů Horových. Je bohem spojovaným s jednou ze světových stran – východem, s východním větrem a také s ochranou těla zemřelého – jeho žaludku vyjímaného při balzamovacích obřadech a ukládaného do kanopy s uzávěrem v podobě hlavy Duamutefa. Zobrazován byl zpravidla jako pes nebo šakal, někdy může mít i zcela lidskou podobu.